# Lourmarin
Lourmarin je francouzská obec v departementu Vaucluse v regionu Provence-Alpy-Azurové pobřeží.

## Geografie
Lourmarin se nachází ve historické oblasti Provence na úpatí pohoří Luberon. Pro místní krajinu jsou typické dramaticky vyhlížející skály a skalní výběžky.

## Historie
Na území Lourmarinu se již v prehistorickém období nacházelo oppidum a neolitická nekropole. Později si zde osadu vybudovali také Římané. Na konci středověku se zde usadily mocné šlechtické rody. Ve 12. století byla v Lourmarinu vybudována pevnost, na jejímž místě dnes stojí renesanční zámek.
V roce 1545 bylo město vypáleno při náboženských nepokojích, protože valnou část obyvatelstva tvořili protestanti. Za vlády Ludvíka XV., v roce 1720, bylo město postiženo velkou morovou epidemií.

## Zajímavá místa
Lourmarin patří mezi nejkrásnější vesnice ve Francii. Díky své malebnosti se stal magnetem pro návštěvníky. V obci se nachází renesanční zámek, katolický a protestantský kostel. Katolický kostel pochází již z 11. století a zahrnuje v sobě prvky románského a gotického slohu. Zvonice Castellas s veřejnými hodinami byla postavena v 17. století.

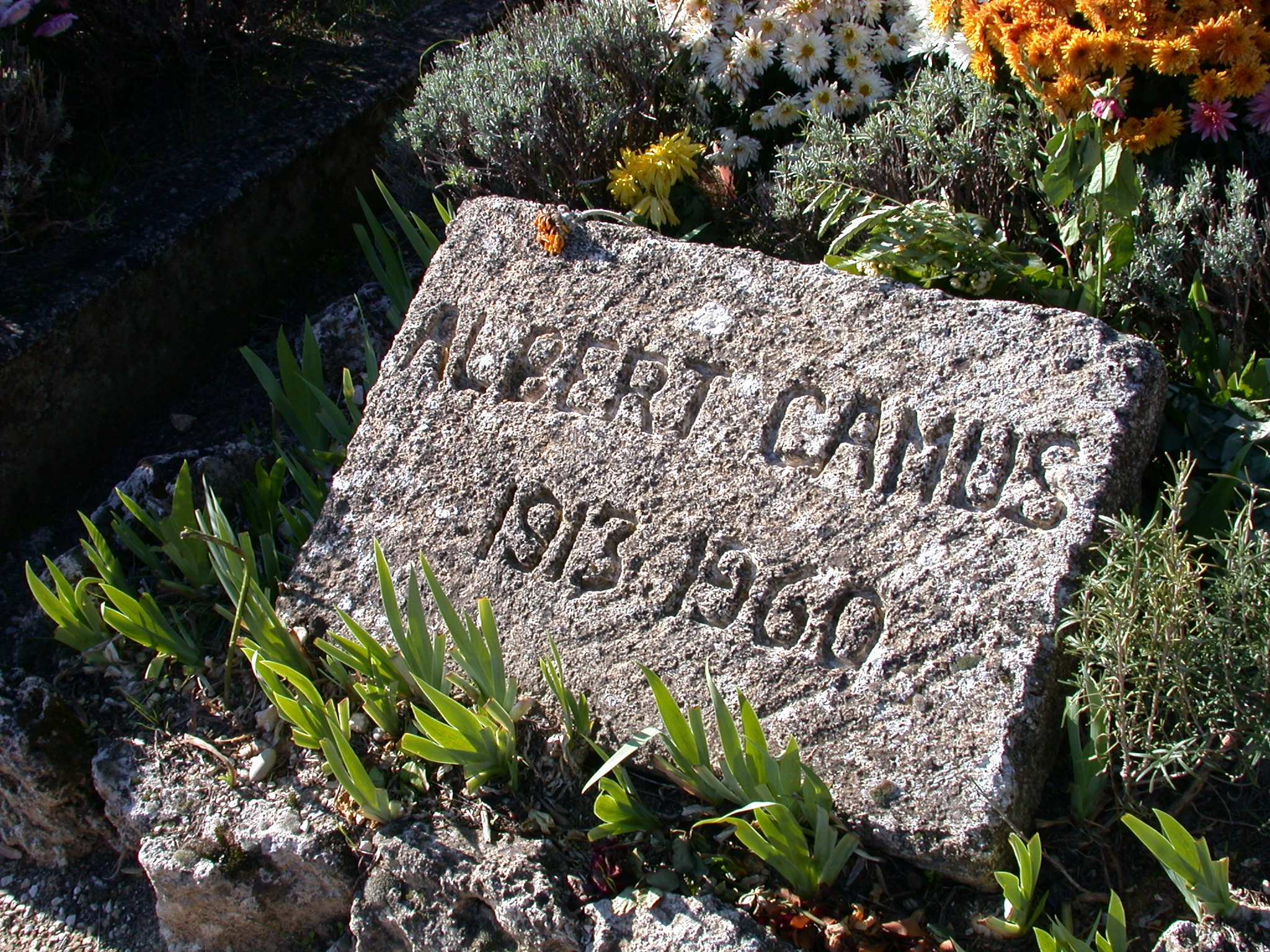
Náhrobek Alberta Camuse

## Osobnosti
V Lourmarinu se narodil Philippe de Girard (1775–1845), inženýr a vynálezce v oblasti textilního průmyslu, který od roku 1825 působil v Polsku. Dnes je polské město Żyrardów, kde působil, partnerským městem obce Lourmarin.
Žili zde také spisovatelé Henri Bosco (1888–1976) a Albert Camus (1913–1960). Jsou pochováni na místním hřbitově. Z vesnice se lze vydat po tzv. literární stezce ve stopách těchto dvou spisovatelů.
Obyvatelem vesnice je též známý britský spisovatel Peter Mayle. Jedna z jeho knih, Rok v Provence, pojednává o životě Angličana žijícího v nedaleké vesnici Ménerbes. Díky úspěchu knih Petera Mayla se vesnice jako Lourmarin a Ménebres, do té doby málo známé vesnice ve Francii, staly velmi populární v zahraničí, především v anglicky mluvícím světě.

## Trhy
V pátek ráno se pravidelně koná v Lourmarinu tradiční trh s zhruba 80 prodejci. Odehrává se přímo v centru obce na Boulevard du Rayol a náměstí Henryho Barthelémyho. Každé úterý večer od května do října se koná trh místních zemědělců.

## Partnerská města
- Żyrardów

## Galerie

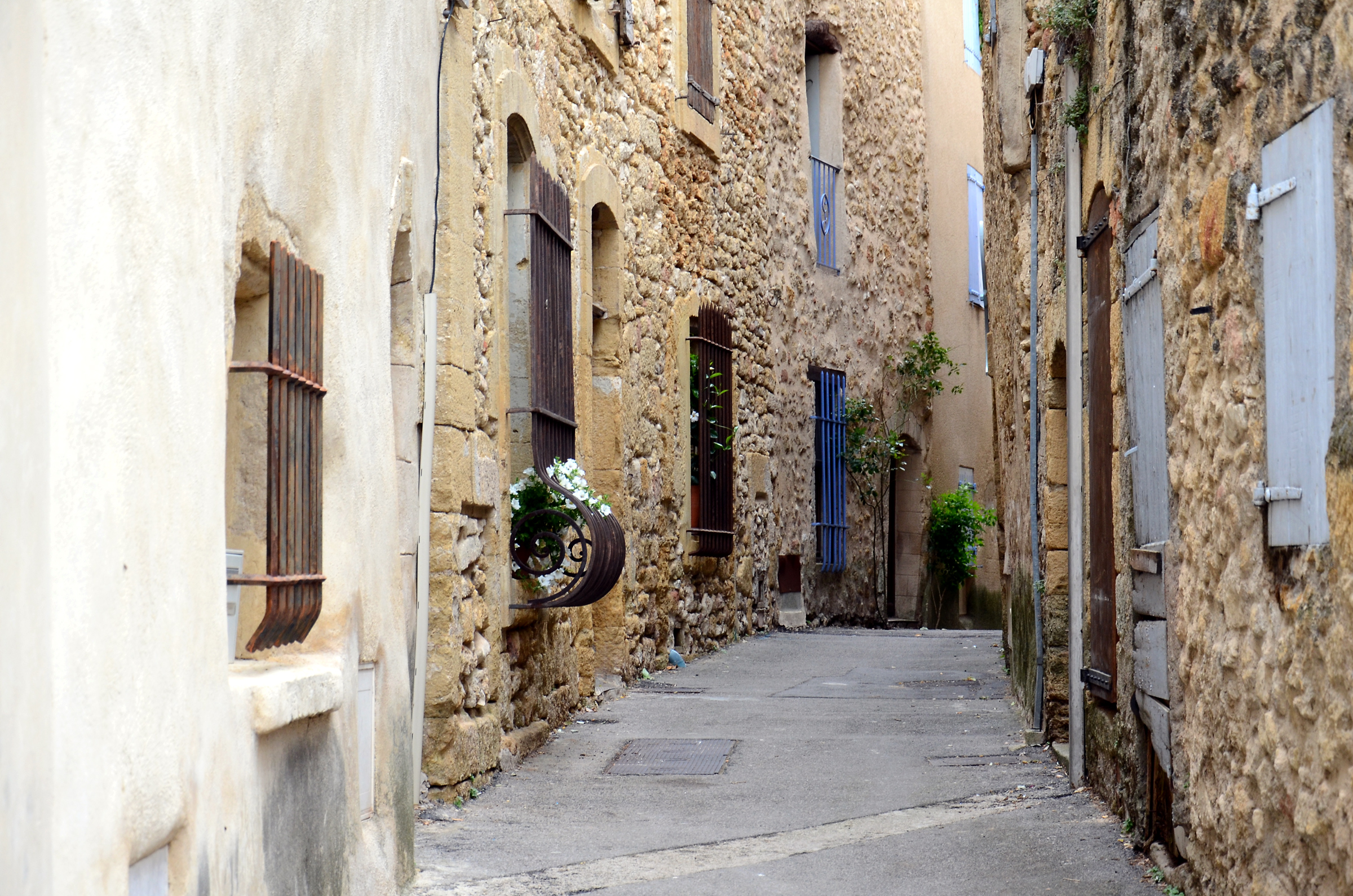
Lourmarin
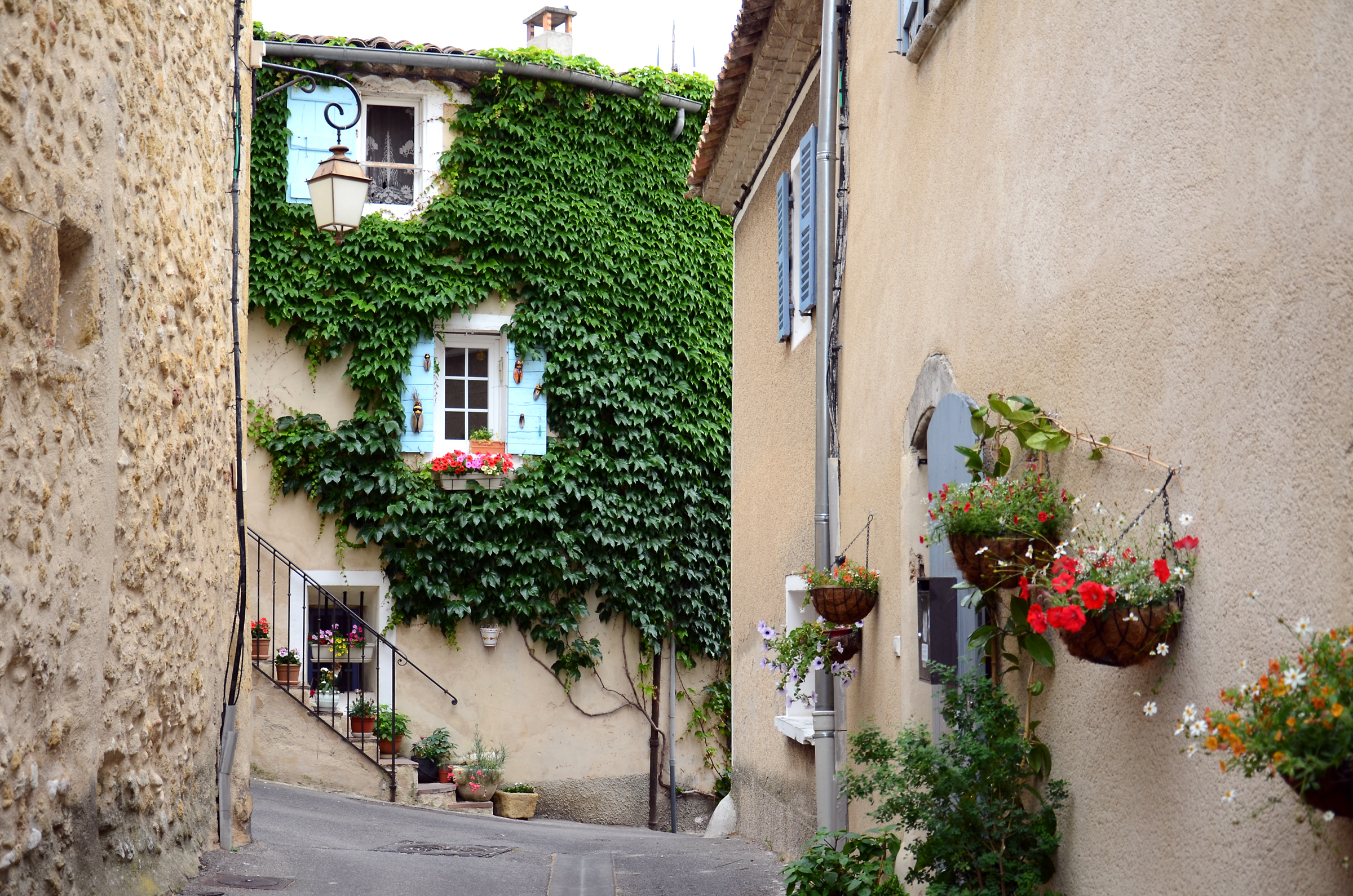
Ulice ve městě
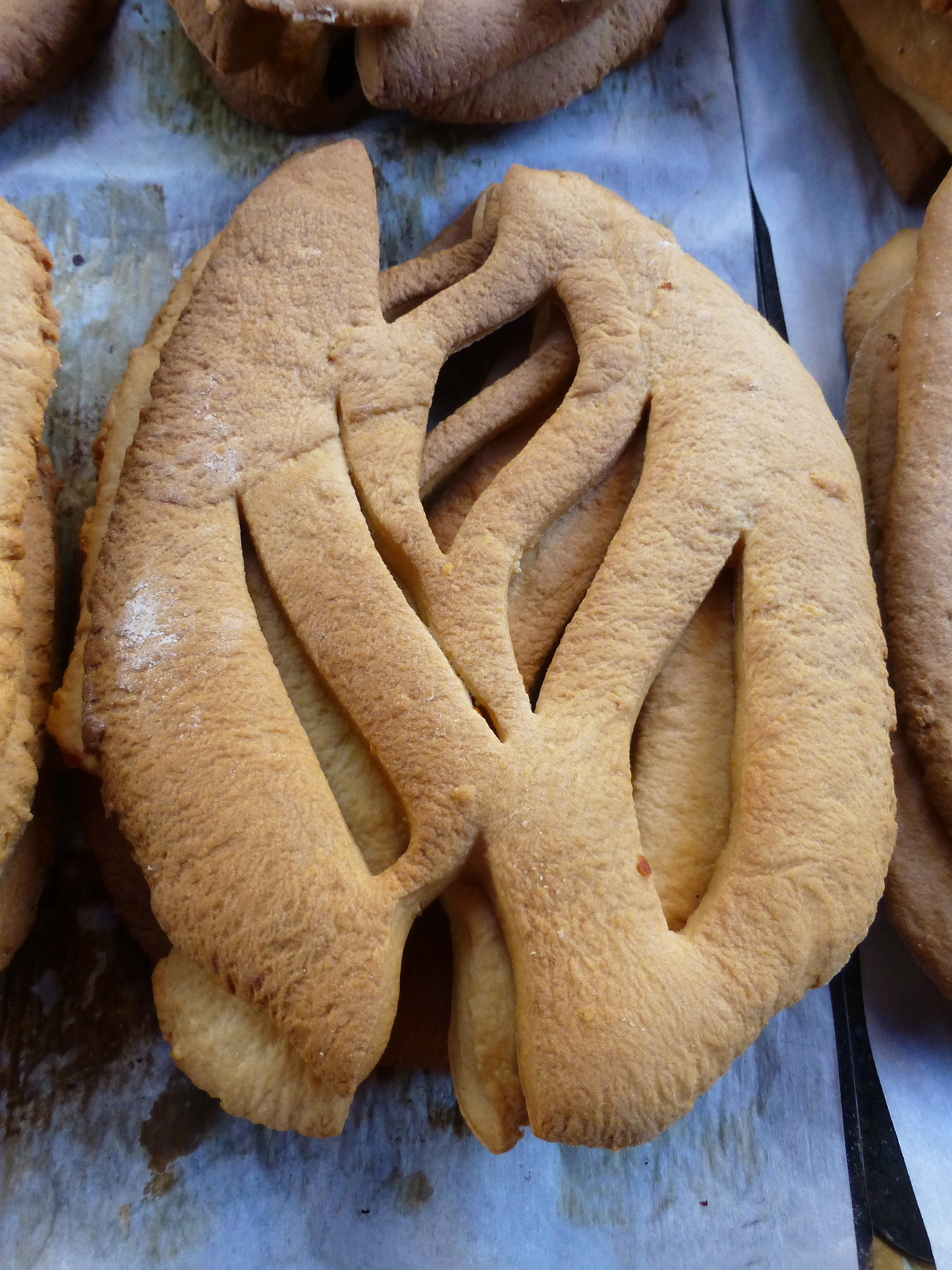
Gibassié, místní pečivo
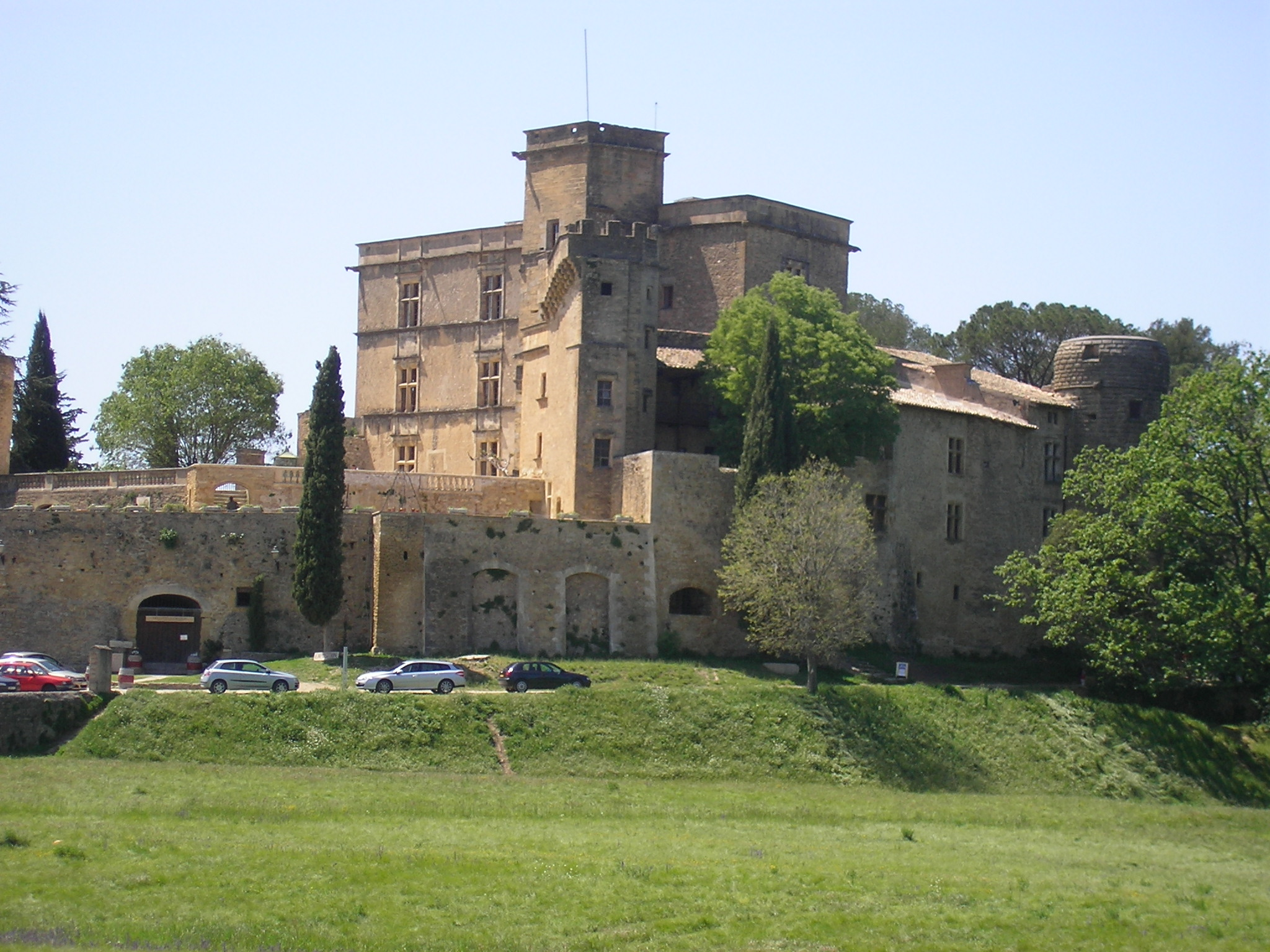
Zámek Lourmarin
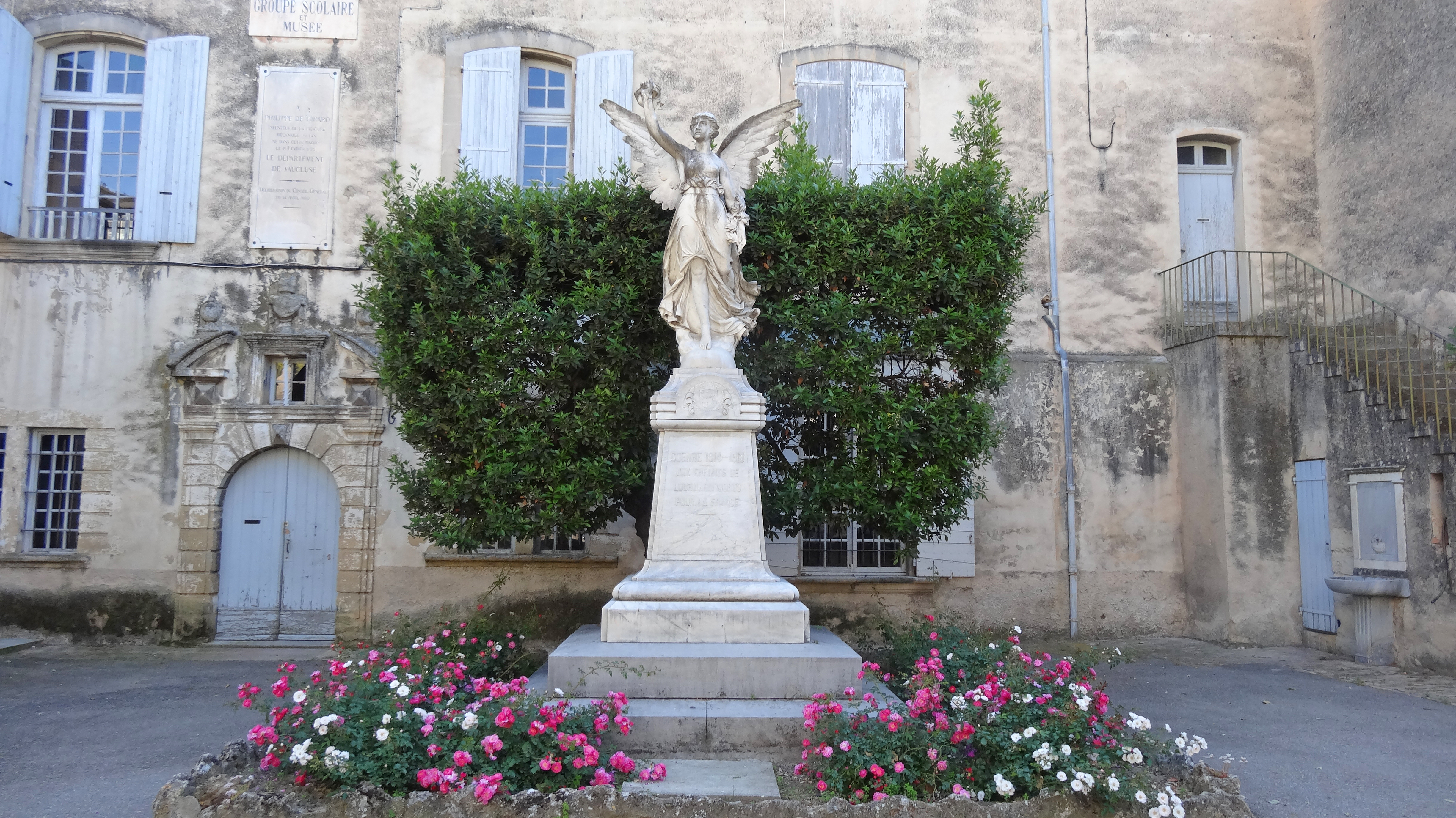
Hôtel de Girard
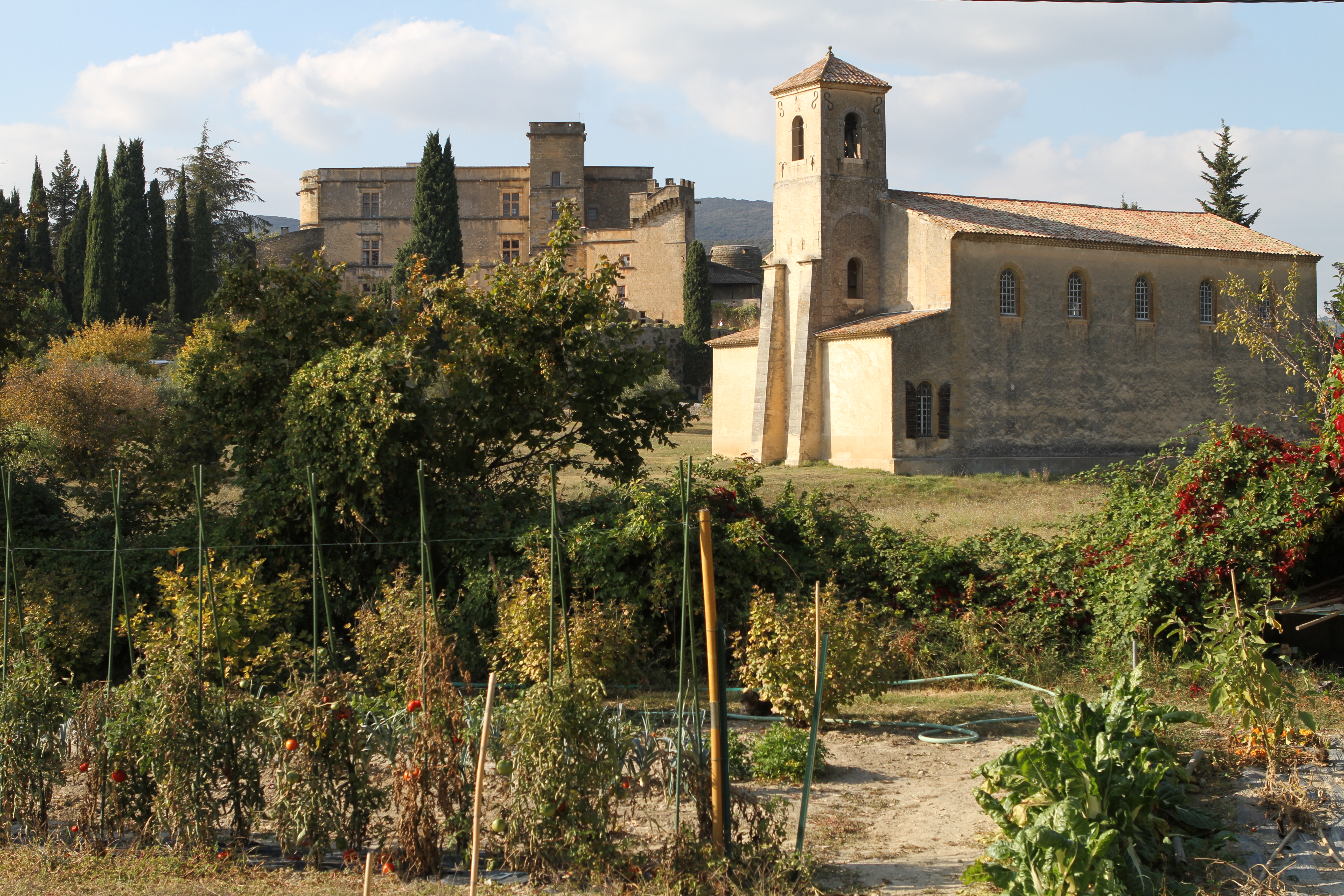
Protestantský kostel